# Pterolophia insulicola
Pterolophia insulicola là một loài bọ cánh cứng trong họ Cerambycidae.